# 诺基亚6610i
Nokia 6610i，由一款诺基亚公司开发的移动电话，于2004年3月在中国大陆地区上市，是2002年的6610的改进型（i即improved）。2006年行将退市。
该机具有一定商务、娱乐功能，2006年元旦上海该款移动电话的售价在人民币1000元~1100元之间。由于停产导致的缺货，2006年3月份该款移动电话在深圳的售价在1100~1200元之间。

## 特点
- 可换外壳
- 4和弦铃声。
- 免提扬声器
- T9输入法
- 时钟/闹钟/秒表/倒计时
- 记事本/月历/日程表
- 计算器/货币换算
- 集成FM收音机
- MMS
- JAVA MIDP 1.0
- WAP 1.2.1
- GPRS
- HSCSD
- 三频